# Моравани на Ваху
Моравани на Ваху (слч. Moravany nad Váhom) насељено је мјесто са административним статусом сеоске општине (слч. obec) у округу Пјештјани, у Трнавском крају, Словачка Република.

## Становништво
| Година:    | 1994. | 2004.    | 2014.    | 2024.   |
| ---------- | ----- | -------- | -------- | ------- |
| Број људи: | 1803  | 2041     | 2330     | 2505    |
| Разлика:   |       | +13,20 % | +14,15 % | +7,51 % |

| Година:    | 2023. | 2024.   |
| ---------- | ----- | ------- |
| Број људи: | 2485  | 2505    |
| Разлика:   |       | +0,80 % |

Према подацима о броју становника из 2024. године насеље је имало 2505 становника.